# Bandidus nigrifons
Bandidus nigrifons är en insektsart som först beskrevs av Navás 1923.  Bandidus nigrifons ingår i släktet Bandidus och familjen myrlejonsländor. Inga underarter finns listade i Catalogue of Life.